# Eleições presidenciais portuguesas de 2011 no distrito de Coimbra
| Eleições presidenciais portuguesas de 2011 Distritos: Aveiro \| Beja \| Braga \| Bragança \| Castelo Branco \| Coimbra \| Évora \| Faro \| Guarda \| Leiria \| Lisboa \| Portalegre \| Porto \| Santarém \| Setúbal \| Viana do Castelo \| Vila Real \| Viseu \| Açores \| Madeira \| Estrangeiro |

## Resultados por Concelho
Os resultados nos concelhos do Distrito de Coimbra foram os seguintes:

### Arganil
| Candidato               | Candidato               | Votos  | %               |
| ----------------------- | ----------------------- | ------ | --------------- |
|                         | Aníbal Cavaco Silva     | 3 601  | 61,50 / 100,00  |
|                         | Manuel Alegre           | 1 107  | 18,91 / 100,00  |
|                         | Fernando Nobre          | 581    | 9,92 / 100,00   |
|                         | Francisco Lopes         | 394    | 6,73 / 100,00   |
|                         | José Manuel Coelho      | 128    | 2,19 / 100,00   |
|                         | Defensor Moura          | 44     | 0,75 / 100,00   |
| Votos Inválidos         | Votos Inválidos         | 354    | 5,70 / 100,00   |
| Total                   | Total                   | 6 209  | 100,00 / 100,00 |
| Eleitorado/Participação | Eleitorado/Participação | 11 619 | 53,44 / 100,00  |

| Freguesia               | %     | %     | %     | %     | %    | %    | Votantes |
| Freguesia               | ACS   | MA    | FN    | FL    | JMC  | DM   | Votantes |
| ----------------------- | ----- | ----- | ----- | ----- | ---- | ---- | -------- |
| Anceriz                 | 63,83 | 14,89 | 5,32  | 11,70 | 4,26 | 0    | 100      |
| Arganil                 | 58,91 | 19,45 | 10,16 | 7,65  | 2,82 | 1,00 | 1 746    |
| Barril de Alva          | 61,94 | 21,29 | 6,45  | 7,74  | 1,94 | 0,65 | 160      |
| Benfeita                | 78,02 | 13,79 | 4,31  | 1,29  | 2,16 | 0,43 | 241      |
| Celavisa                | 70,09 | 12,82 | 5,98  | 6,84  | 3,42 | 0,85 | 125      |
| Cepos                   | 70,24 | 9,52  | 13,10 | 2,38  | 3,57 | 1,19 | 91       |
| Cerdeira                | 54,59 | 16,33 | 1,53  | 27,04 | 0,51 | 0    | 203      |
| Coja                    | 45,09 | 29,05 | 6,90  | 16,84 | 1,33 | 0,80 | 789      |
| Folques                 | 46,91 | 32,10 | 7,41  | 7,41  | 3,70 | 2,47 | 176      |
| Moura da Serra          | 82,22 | 10,00 | 1,11  | 3,33  | 2,22 | 1,11 | 91       |
| Piódão                  | 66,67 | 16,09 | 4,60  | 8,05  | 4,60 | 0    | 89       |
| Pomares                 | 65,75 | 16,14 | 2,76  | 11,02 | 3,54 | 0,79 | 261      |
| Pombeiro da Beira       | 70,82 | 15,37 | 5,79  | 4,68  | 2,23 | 1,11 | 468      |
| São Martinho da Cortiça | 76,41 | 14,33 | 5,64  | 1,74  | 1,88 | 0    | 735      |
| Sarzedo                 | 75,21 | 10,19 | 7,44  | 5,79  | 0,83 | 0,55 | 373      |
| Secarias                | 40,59 | 35,64 | 8,91  | 11,39 | 1,98 | 1,49 | 220      |
| Teixeira                | 61,76 | 32,35 | 0     | 4,41  | 0    | 1,47 | 72       |
| Vila Cova de Alva       | 45,25 | 11,03 | 2,66  | 40,30 | 0,76 | 0    | 269      |
| Arganil                 | 61,50 | 18,91 | 9,92  | 6,73  | 2,19 | 0,75 | 6 209    |

### Cantanhede
| Candidato               | Candidato               | Votos  | %               |
| ----------------------- | ----------------------- | ------ | --------------- |
|                         | Aníbal Cavaco Silva     | 9 738  | 62,43 / 100,00  |
|                         | Manuel Alegre           | 2 504  | 16,05 / 100,00  |
|                         | Fernando Nobre          | 2 037  | 13,06 / 100,00  |
|                         | José Manuel Coelho      | 710    | 4,55 / 100,00   |
|                         | Francisco Lopes         | 464    | 2,97 / 100,00   |
|                         | Defensor Moura          | 146    | 0,94 / 100,00   |
| Votos Inválidos         | Votos Inválidos         | 1 121  | 6,70 / 100,00   |
| Total                   | Total                   | 16 720 | 100,00 / 100,00 |
| Eleitorado/Participação | Eleitorado/Participação | 36 523 | 45,78 / 100,00  |

| Freguesia          | %     | %     | %     | %    | %     | %    | Votantes |
| Freguesia          | ACS   | MA    | FN    | JMC  | FL    | DM   | Votantes |
| ------------------ | ----- | ----- | ----- | ---- | ----- | ---- | -------- |
| Ançã               | 42,05 | 30,03 | 13,13 | 3,11 | 11,01 | 0,67 | 957      |
| Bolho              | 60,21 | 20,93 | 11,89 | 4,91 | 1,29  | 0,78 | 421      |
| Cadima             | 69,65 | 10,32 | 11,71 | 4,62 | 2,47  | 1,23 | 1 367    |
| Camarneira         | 72,14 | 10,70 | 9,95  | 4,98 | 1,49  | 0,75 | 429      |
| Cantanhede         | 54,55 | 18,71 | 17,10 | 5,06 | 3,56  | 1,01 | 3 118    |
| Cordinhã           | 56,12 | 20,71 | 8,69  | 9,80 | 2,00  | 2,67 | 487      |
| Corticeiro de Cima | 75,52 | 11,72 | 6,25  | 4,43 | 1,56  | 0,52 | 411      |
| Covões             | 80,52 | 5,75  | 8,63  | 2,88 | 1,76  | 0,46 | 1 118    |
| Febres             | 71,26 | 10,60 | 12,61 | 3,19 | 1,17  | 1,17 | 1 655    |
| Murtede            | 55,88 | 23,67 | 12,40 | 3,22 | 4,35  | 0,48 | 656      |
| Ourentã            | 63,41 | 18,76 | 9,19  | 6,75 | 1,50  | 0,38 | 585      |
| Outil              | 45,98 | 23,68 | 18,85 | 7,13 | 3,68  | 0,69 | 468      |
| Pocariça           | 55,54 | 23,80 | 12,73 | 5,54 | 1,85  | 0,55 | 580      |
| Portunhos          | 50,12 | 26,13 | 13,54 | 5,23 | 3,80  | 1,19 | 453      |
| Sanguinheira       | 68,40 | 12,96 | 9,88  | 4,94 | 3,09  | 0,74 | 882      |
| São Caetano        | 74,73 | 8,35  | 12,97 | 2,20 | 1,32  | 0,44 | 486      |
| Sepins             | 61,55 | 18,61 | 11,86 | 5,32 | 2,25  | 0,41 | 529      |
| Tocha              | 62,86 | 14,63 | 14,63 | 3,91 | 2,79  | 1,18 | 1 702    |
| Vilamar            | 67,89 | 11,32 | 12,89 | 5,00 | 1,05  | 1,84 | 416      |
| Cantanhede         | 62,43 | 16,05 | 13,06 | 4,55 | 2,97  | 0,94 | 16 720   |

### Coimbra
| Candidato               | Candidato               | Votos   | %               |
| ----------------------- | ----------------------- | ------- | --------------- |
|                         | Aníbal Cavaco Silva     | 25 803  | 45,23 / 100,00  |
|                         | Manuel Alegre           | 14 881  | 26,08 / 100,00  |
|                         | Fernando Nobre          | 9 729   | 17,05 / 100,00  |
|                         | Francisco Lopes         | 4 032   | 7,07 / 100,00   |
|                         | José Manuel Coelho      | 1 955   | 3,43 / 100,00   |
|                         | Defensor Moura          | 652     | 1,14 / 100,00   |
| Votos Inválidos         | Votos Inválidos         | 5 170   | 8,31 / 100,00   |
| Total                   | Total                   | 62 222  | 100,00 / 100,00 |
| Eleitorado/Participação | Eleitorado/Participação | 128 249 | 48,52 / 100,00  |

| Freguesia                 | %     | %     | %     | %     | %    | %    | Votantes |
| Freguesia                 | ACS   | MA    | FN    | FL    | JMC  | DM   | Votantes |
| ------------------------- | ----- | ----- | ----- | ----- | ---- | ---- | -------- |
| Almalaguês                | 46,13 | 25,59 | 16,25 | 7,07  | 3,70 | 1,26 | 1 314    |
| Ameal                     | 30,39 | 37,75 | 15,69 | 9,31  | 5,56 | 1,31 | 656      |
| Antanhol                  | 45,82 | 27,14 | 16,40 | 5,10  | 4,02 | 1,52 | 998      |
| Antuzede                  | 40,36 | 29,31 | 15,81 | 9,00  | 3,73 | 1,80 | 836      |
| Arzila                    | 27,02 | 44,70 | 12,88 | 10,10 | 4,29 | 1,01 | 430      |
| Assafarge                 | 41,24 | 29,69 | 19,73 | 5,16  | 2,67 | 1,51 | 1 219    |
| Botão                     | 42,94 | 33,23 | 14,42 | 4,70  | 3,19 | 1,52 | 717      |
| Brasfemes                 | 36,80 | 31,19 | 19,15 | 6,76  | 5,01 | 1,13 | 894      |
| Castelo Viegas            | 45,06 | 23,77 | 16,67 | 9,10  | 4,48 | 0,93 | 718      |
| Ceira                     | 48,69 | 24,12 | 16,02 | 7,29  | 3,15 | 0,72 | 1 401    |
| Cernache                  | 42,44 | 26,86 | 19,07 | 7,44  | 3,13 | 1,06 | 1 842    |
| Coimbra - Almedina        | 52,81 | 23,77 | 11,25 | 10,34 | 1,45 | 0,36 | 581      |
| Coimbra - Santa Cruz      | 45,90 | 26,95 | 15,41 | 7,60  | 3,07 | 1,06 | 2 720    |
| Coimbra - São Bartolomeu  | 52,98 | 26,65 | 11,91 | 5,33  | 2,19 | 0,94 | 344      |
| Coimbra - Sé Nova         | 52,93 | 20,71 | 15,62 | 6,40  | 2,73 | 1,61 | 3 498    |
| Eiras                     | 42,58 | 27,55 | 16,60 | 8,78  | 3,56 | 0,94 | 4 758    |
| Lamarosa                  | 56,77 | 20,11 | 12,61 | 6,70  | 3,42 | 0,39 | 800      |
| Ribeira de Frades         | 39,15 | 35,44 | 15,52 | 5,22  | 4,12 | 0,55 | 789      |
| Santa Clara               | 46,14 | 25,35 | 17,77 | 6,07  | 3,55 | 1,11 | 4 396    |
| Santo António dos Olivais | 47,08 | 23,23 | 18,81 | 6,21  | 3,29 | 1,37 | 17 674   |
| São João do Campo         | 39,11 | 24,63 | 16,78 | 15,70 | 2,98 | 0,81 | 775      |
| São Martinho de Árvore    | 44,31 | 25,00 | 20,05 | 5,45  | 4,70 | 0,50 | 436      |
| São Martinho do Bispo     | 43,96 | 26,39 | 18,25 | 6,55  | 3,77 | 1,07 | 5 825    |
| São Paulo de Frades       | 41,02 | 29,01 | 16,56 | 9,10  | 3,45 | 0,85 | 2 176    |
| São Silvestre             | 38,87 | 33,61 | 14,44 | 8,72  | 3,72 | 0,64 | 1 173    |
| Souselas                  | 46,45 | 29,10 | 12,38 | 7,65  | 3,86 | 0,55 | 1 392    |
| Taveiro                   | 43,42 | 28,59 | 16,87 | 6,10  | 3,71 | 1,32 | 908      |
| Torre de Vilela           | 50,00 | 20,73 | 14,96 | 10,04 | 3,42 | 0,85 | 503      |
| Torres do Mondego         | 42,89 | 32,82 | 12,25 | 8,32  | 2,63 | 1,09 | 1 002    |
| Trouxemil                 | 44,72 | 29,71 | 14,31 | 7,01  | 3,55 | 0,69 | 1 104    |
| Vil de Matos              | 44,88 | 29,82 | 15,66 | 6,33  | 2,71 | 0,60 | 343      |
| Coimbra                   | 45,23 | 26,08 | 17,05 | 7,07  | 3,43 | 1,14 | 62 222   |

### Condeixa-a-Nova
| Candidato               | Candidato               | Votos  | %               |
| ----------------------- | ----------------------- | ------ | --------------- |
|                         | Aníbal Cavaco Silva     | 2 514  | 43,09 / 100,00  |
|                         | Manuel Alegre           | 1 627  | 27,89 / 100,00  |
|                         | Fernando Nobre          | 973    | 16,68 / 100,00  |
|                         | Francisco Lopes         | 387    | 6,63 / 100,00   |
|                         | José Manuel Coelho      | 278    | 4,77 / 100,00   |
|                         | Defensor Moura          | 55     | 0,94 / 100,00   |
| Votos Inválidos         | Votos Inválidos         | 538    | 8,45 / 100,00   |
| Total                   | Total                   | 6 372  | 100,00 / 100,00 |
| Eleitorado/Participação | Eleitorado/Participação | 13 218 | 48,21 / 100,00  |

| Freguesia        | %     | %     | %     | %    | %     | %    | Votantes |
| Freguesia        | ACS   | MA    | FN    | FL   | JMC   | DM   | Votantes |
| ---------------- | ----- | ----- | ----- | ---- | ----- | ---- | -------- |
| Anobra           | 34,42 | 31,37 | 18,52 | 9,15 | 5,01  | 1,53 | 489      |
| Belide           | 36,47 | 30,00 | 21,76 | 5,88 | 5,88  | 0    | 176      |
| Bem da Fé        | 38,57 | 31,43 | 12,86 | 8,57 | 7,14  | 1,43 | 76       |
| Condeixa-a-Nova  | 40,84 | 28,54 | 18,08 | 8,45 | 3,35  | 0,75 | 1 302    |
| Condeixa-a-Velha | 45,27 | 24,87 | 16,86 | 6,62 | 5,39  | 1,00 | 1 453    |
| Ega              | 49,59 | 25,52 | 14,88 | 3,70 | 5,23  | 1,08 | 1 217    |
| Furadouro        | 55,70 | 20,25 | 10,13 | 2,53 | 11,39 | 0    | 82       |
| Sebal            | 36,63 | 29,24 | 19,57 | 8,95 | 4,53  | 1,07 | 921      |
| Vila Seca        | 44,53 | 35,04 | 11,68 | 4,14 | 3,89  | 0,73 | 440      |
| Zambujal         | 52,45 | 28,43 | 10,78 | 3,43 | 4,41  | 0,49 | 216      |
| Condeixa-a-Nova  | 43,09 | 27,89 | 16,68 | 6,63 | 4,77  | 0,94 | 6 372    |

### Figueira da Foz
| Candidato               | Candidato               | Votos  | %               |
| ----------------------- | ----------------------- | ------ | --------------- |
|                         | Aníbal Cavaco Silva     | 11 435 | 48,29 / 100,00  |
|                         | Manuel Alegre           | 5 220  | 22,04 / 100,00  |
|                         | Fernando Nobre          | 4 201  | 17,74 / 100,00  |
|                         | Francisco Lopes         | 1 492  | 6,30 / 100,00   |
|                         | José Manuel Coelho      | 995    | 4,20 / 100,00   |
|                         | Defensor Moura          | 339    | 1,43 / 100,00   |
| Votos Inválidos         | Votos Inválidos         | 2 184  | 8,44 / 100,00   |
| Total                   | Total                   | 25 866 | 100,00 / 100,00 |
| Eleitorado/Participação | Eleitorado/Participação | 59 000 | 43,84 / 100,00  |

| Freguesia                     | %     | %     | %     | %     | %    | %    | Votantes |
| Freguesia                     | ACS   | MA    | FN    | FL    | JMC  | DM   | Votantes |
| ----------------------------- | ----- | ----- | ----- | ----- | ---- | ---- | -------- |
| Alhadas                       | 42,09 | 25,02 | 19,07 | 7,53  | 5,32 | 0,97 | 1 584    |
| Alqueidão                     | 53,58 | 20,09 | 16,44 | 4,87  | 3,20 | 1,83 | 738      |
| Bom Sucesso                   | 60,35 | 17,33 | 12,19 | 3,96  | 4,99 | 1,17 | 772      |
| Borda do Campo                | 58,89 | 18,99 | 13,94 | 4,57  | 2,64 | 0,96 | 463      |
| Brenha                        | 50,86 | 21,98 | 15,56 | 4,44  | 6,42 | 0,74 | 445      |
| Buarcos                       | 45,17 | 23,51 | 20,47 | 5,31  | 4,29 | 1,25 | 3 307    |
| Ferreira-a-Nova               | 56,65 | 20,19 | 11,58 | 4,38  | 6,10 | 1,10 | 674      |
| Lavos                         | 52,53 | 20,80 | 14,99 | 5,54  | 5,00 | 1,15 | 1 627    |
| Maiorca                       | 38,94 | 28,53 | 15,61 | 10,84 | 3,56 | 2,52 | 1 217    |
| Marinha das Ondas             | 52,95 | 25,00 | 14,07 | 3,23  | 4,28 | 0,48 | 1 149    |
| Moinhos da Gândara            | 60,54 | 16,53 | 13,43 | 4,13  | 4,34 | 1,03 | 532      |
| Paião                         | 61,02 | 17,94 | 12,51 | 2,88  | 3,77 | 1,88 | 1 020    |
| Quiaios                       | 46,77 | 25,65 | 18,32 | 2,71  | 5,41 | 1,13 | 1 243    |
| Santana                       | 55,20 | 24,89 | 10,86 | 2,26  | 5,43 | 1,36 | 485      |
| São Julião da Figueira da Foz | 50,12 | 19,85 | 19,04 | 6,61  | 3,08 | 1,30 | 4 667    |
| São Pedro                     | 43,24 | 27,03 | 18,38 | 6,27  | 3,57 | 1,51 | 992      |
| Tavarede                      | 46,32 | 18,11 | 22,44 | 7,35  | 3,92 | 1,85 | 3 715    |
| Vila Verde                    | 31,12 | 29,31 | 16,38 | 15,60 | 5,09 | 2,50 | 1 236    |
| Figueira da Foz               | 48,29 | 22,04 | 17,74 | 6,30  | 4,20 | 1,43 | 25 866   |

### Góis
| Candidato               | Candidato               | Votos | %               |
| ----------------------- | ----------------------- | ----- | --------------- |
|                         | Aníbal Cavaco Silva     | 1 158 | 61,11 / 100,00  |
|                         | Manuel Alegre           | 449   | 23,69 / 100,00  |
|                         | Fernando Nobre          | 185   | 9,76 / 100,00   |
|                         | José Manuel Coelho      | 60    | 3,17 / 100,00   |
|                         | Francisco Lopes         | 33    | 1,74 / 100,00   |
|                         | Defensor Moura          | 10    | 0,53 / 100,00   |
| Votos Inválidos         | Votos Inválidos         | 153   | 7,47 / 100,00   |
| Total                   | Total                   | 2 048 | 100,00 / 100,00 |
| Eleitorado/Participação | Eleitorado/Participação | 4 048 | 50,59 / 100,00  |

| Freguesia          | %     | %     | %     | %    | %    | %    | Votantes |
| Freguesia          | ACS   | MA    | FN    | JMC  | FL   | DM   | Votantes |
| ------------------ | ----- | ----- | ----- | ---- | ---- | ---- | -------- |
| Alvares            | 78,91 | 10,92 | 6,20  | 2,23 | 1,24 | 0,50 | 418      |
| Cadafaz            | 62,04 | 26,85 | 7,41  | 1,85 | 1,85 | 0    | 117      |
| Colmeal            | 44,58 | 38,55 | 8,43  | 2,41 | 6,02 | 0    | 85       |
| Góis               | 55,12 | 26,63 | 12,21 | 3,72 | 1,86 | 0,47 | 939      |
| Vila Nova do Ceira | 59,41 | 26,08 | 9,07  | 3,40 | 1,13 | 0,91 | 489      |
| Góis               | 61,11 | 23,69 | 9,76  | 3,17 | 1,74 | 0,53 | 2 048    |

### Lousã
| Candidato               | Candidato               | Votos  | %               |
| ----------------------- | ----------------------- | ------ | --------------- |
|                         | Aníbal Cavaco Silva     | 1 470  | 58,38 / 100,00  |
|                         | Manuel Alegre           | 520    | 20,65 / 100,00  |
|                         | Fernando Nobre          | 336    | 13,34 / 100,00  |
|                         | José Manuel Coelho      | 87     | 3,46 / 100,00   |
|                         | Francisco Lopes         | 81     | 3,22 / 100,00   |
|                         | Defensor Moura          | 24     | 0,95 / 100,00   |
| Votos Inválidos         | Votos Inválidos         | 766    | 23,33 / 100,00  |
| Total                   | Total                   | 3 284  | 100,00 / 100,00 |
| Eleitorado/Participação | Eleitorado/Participação | 14 825 | 22,15 / 100,00  |

| Freguesia      | %     | %     | %     | %    | %    | %    | Votantes |
| Freguesia      | ACS   | MA    | FN    | JMC  | FL   | DM   | Votantes |
| -------------- | ----- | ----- | ----- | ---- | ---- | ---- | -------- |
| Casal de Ermio | 84,31 | 7,84  | 5,88  | 0    | 0    | 1,96 | 70       |
| Foz de Arouce  | 72,05 | 13,39 | 8,27  | 3,94 | 1,57 | 0,79 | 300      |
| Gândaras       | 62,81 | 29,15 | 6,03  | 0    | 1,51 | 0,50 | 255      |
| Lousã          | 53,07 | 22,81 | 15,37 | 3,72 | 3,96 | 1,06 | 2 186    |
| Serpins        | 78,85 | 9,62  | 1,92  | 5,77 | 3,85 | 0    | 117      |
| Vilarinho      | 66,67 | 12,22 | 14,44 | 4,07 | 1,85 | 0,74 | 356      |
| Lousã          | 58,38 | 20,65 | 13,34 | 3,46 | 3,22 | 0,95 | 3 284    |

### Mira
| Candidato               | Candidato               | Votos  | %               |
| ----------------------- | ----------------------- | ------ | --------------- |
|                         | Aníbal Cavaco Silva     | 3 293  | 61,12 / 100,00  |
|                         | Manuel Alegre           | 1 145  | 21,25 / 100,00  |
|                         | Fernando Nobre          | 616    | 11,43 / 100,00  |
|                         | José Manuel Coelho      | 182    | 3,38 / 100,00   |
|                         | Francisco Lopes         | 111    | 2,06 / 100,00   |
|                         | Defensor Moura          | 41     | 0,76 / 100,00   |
| Votos Inválidos         | Votos Inválidos         | 376    | 6,52 / 100,00   |
| Total                   | Total                   | 5 764  | 100,00 / 100,00 |
| Eleitorado/Participação | Eleitorado/Participação | 13 218 | 43,61 / 100,00  |

| Freguesia     | %     | %     | %     | %    | %    | %    | Votantes |
| Freguesia     | ACS   | MA    | FN    | JMC  | FL   | DM   | Votantes |
| ------------- | ----- | ----- | ----- | ---- | ---- | ---- | -------- |
| Carapelhos    | 74,02 | 8,66  | 9,50  | 6,15 | 1,40 | 0,28 | 384      |
| Mira          | 60,24 | 22,84 | 11,03 | 3,25 | 1,70 | 0,93 | 3 461    |
| Praia de Mira | 51,75 | 27,93 | 13,70 | 2,78 | 3,31 | 0,54 | 1 196    |
| Seixo         | 73,76 | 9,48  | 10,64 | 3,50 | 2,04 | 0,58 | 723      |
| Mira          | 61,12 | 21,25 | 11,43 | 3,38 | 2,06 | 0,76 | 5 764    |

### Miranda do Corvo
| Candidato               | Candidato               | Votos  | %               |
| ----------------------- | ----------------------- | ------ | --------------- |
|                         | Aníbal Cavaco Silva     | 740    | 56,27 / 100,00  |
|                         | Manuel Alegre           | 331    | 25,17 / 100,00  |
|                         | Fernando Nobre          | 129    | 9,81 / 100,00   |
|                         | Francisco Lopes         | 71     | 5,40 / 100,00   |
|                         | José Manuel Coelho      | 35     | 2,66 / 100,00   |
|                         | Defensor Moura          | 9      | 0,68 / 100,00   |
| Votos Inválidos         | Votos Inválidos         | 255    | 16,24 / 100,00  |
| Total                   | Total                   | 1 570  | 100,00 / 100,00 |
| Eleitorado/Participação | Eleitorado/Participação | 11 231 | 13,98 / 100,00  |

| Freguesia        | %     | %     | %     | %    | %    | %    | Votantes |
| Freguesia        | ACS   | MA    | FN    | FL   | JMC  | DM   | Votantes |
| ---------------- | ----- | ----- | ----- | ---- | ---- | ---- | -------- |
| Lamas            | 52,63 | 30,26 | 10,53 | 3,95 | 2,63 | 0    | 85       |
| Miranda do Corvo | 52,06 | 24,94 | 11,62 | 9,44 | 1,94 | 0    | 529      |
| Rio Vide         | 63,03 | 22,69 | 9,24  | 1,68 | 3,36 | 0    | 132      |
| Semide           | 57,33 | 25,81 | 8,94  | 3,67 | 2,93 | 1,32 | 792      |
| Vila Nova        | 76,00 | 8,00  | 4,00  | 8,00 | 4,00 | 0    | 32       |
| Miranda do Corvo | 56,27 | 25,17 | 9,81  | 5,40 | 2,66 | 0,68 | 1 570    |

### Montemor-o-Velho
| Candidato               | Candidato               | Votos  | %               |
| ----------------------- | ----------------------- | ------ | --------------- |
|                         | Aníbal Cavaco Silva     | 4 531  | 47,61 / 100,00  |
|                         | Manuel Alegre           | 2 415  | 25,38 / 100,00  |
|                         | Fernando Nobre          | 1 524  | 16,02 / 100,00  |
|                         | Francisco Lopes         | 531    | 5,58 / 100,00   |
|                         | José Manuel Coelho      | 408    | 4,29 / 100,00   |
|                         | Defensor Moura          | 107    | 1,12 / 100,00   |
| Votos Inválidos         | Votos Inválidos         | 686    | 6,73 / 100,00   |
| Total                   | Total                   | 10 202 | 100,00 / 100,00 |
| Eleitorado/Participação | Eleitorado/Participação | 22 824 | 44,70 / 100,00  |

| Freguesia          | %     | %     | %     | %    | %    | %    | Votantes |
| Freguesia          | ACS   | MA    | FN    | FL   | JMC  | DM   | Votantes |
| ------------------ | ----- | ----- | ----- | ---- | ---- | ---- | -------- |
| Abrunheira         | 42,49 | 28,57 | 16,85 | 8,79 | 2,56 | 0,73 | 293      |
| Arazede            | 59,72 | 17,11 | 13,47 | 3,87 | 4,71 | 1,12 | 2 281    |
| Carapinheira       | 51,35 | 20,04 | 18,31 | 6,07 | 3,47 | 0,76 | 977      |
| Ereira             | 26,20 | 49,52 | 16,61 | 3,51 | 3,19 | 0,96 | 340      |
| Gatões             | 53,74 | 23,35 | 14,10 | 2,20 | 5,29 | 1,32 | 249      |
| Liceia             | 49,16 | 23,32 | 12,82 | 4,83 | 7,14 | 2,73 | 511      |
| Meãs do Campo      | 53,11 | 24,22 | 13,51 | 4,97 | 3,26 | 0,93 | 685      |
| Montemor-o-Velho   | 42,71 | 25,89 | 17,64 | 8,56 | 3,87 | 1,33 | 1 061    |
| Pereira            | 36,36 | 29,85 | 21,53 | 6,42 | 4,72 | 1,32 | 1 157    |
| Santo Varão        | 31,05 | 36,22 | 19,37 | 9,27 | 3,37 | 0,72 | 880      |
| Seixo de Gatões    | 53,59 | 19,41 | 14,14 | 5,49 | 6,33 | 1,05 | 527      |
| Tentúgal           | 51,08 | 26,56 | 14,09 | 2,71 | 4,61 | 0,95 | 789      |
| Verride            | 39,40 | 35,43 | 15,56 | 6,95 | 1,66 | 0,99 | 317      |
| Vila Nova da Barca | 52,31 | 35,38 | 6,15  | 0,77 | 4,62 | 0,77 | 135      |
| Montemor-o-Velho   | 47,61 | 25,38 | 16,02 | 5,58 | 4,29 | 1,12 | 10 202   |

### Oliveira do Hospital
| Candidato               | Candidato               | Votos  | %               |
| ----------------------- | ----------------------- | ------ | --------------- |
|                         | Aníbal Cavaco Silva     | 6 000  | 65,98 / 100,00  |
|                         | Manuel Alegre           | 1 691  | 18,60 / 100,00  |
|                         | Fernando Nobre          | 840    | 9,24 / 100,00   |
|                         | Francisco Lopes         | 295    | 3,24 / 100,00   |
|                         | José Manuel Coelho      | 203    | 2,23 / 100,00   |
|                         | Defensor Moura          | 64     | 0,70 / 100,00   |
| Votos Inválidos         | Votos Inválidos         | 567    | 5,87 / 100,00   |
| Total                   | Total                   | 9 660  | 100,00 / 100,00 |
| Eleitorado/Participação | Eleitorado/Participação | 19 371 | 49,87 / 100,00  |

| Freguesia              | %     | %     | %     | %     | %    | %    | Votantes |
| Freguesia              | ACS   | MA    | FN    | FL    | JMC  | DM   | Votantes |
| ---------------------- | ----- | ----- | ----- | ----- | ---- | ---- | -------- |
| Aldeia das Dez         | 73,85 | 10,60 | 8,13  | 4,95  | 2,12 | 0,35 | 291      |
| Alvoco das Várzeas     | 52,05 | 32,16 | 11,11 | 1,75  | 1,75 | 1,17 | 186      |
| Avô                    | 67,95 | 15,44 | 10,42 | 3,86  | 1,93 | 0,39 | 269      |
| Bobadela               | 65,70 | 19,49 | 6,86  | 4,33  | 2,17 | 1,44 | 296      |
| Ervedal                | 54,42 | 30,07 | 10,26 | 3,10  | 1,91 | 0,24 | 453      |
| Lagares da Beira       | 54,50 | 31,74 | 8,26  | 2,57  | 1,47 | 1,47 | 573      |
| Lagos da Beira         | 69,02 | 20,91 | 5,04  | 2,77  | 1,51 | 0,76 | 418      |
| Lajeosa                | 53,78 | 26,22 | 12,44 | 2,67  | 4,00 | 0,89 | 259      |
| Lourosa                | 74,36 | 14,65 | 8,06  | 1,10  | 1,83 | 0    | 290      |
| Meruge                 | 55,51 | 26,77 | 6,69  | 9,84  | 0,39 | 0,79 | 264      |
| Nogueira do Cravo      | 71,32 | 14,24 | 8,91  | 2,42  | 2,62 | 0,48 | 1 090    |
| Oliveira do Hospital   | 62,07 | 19,69 | 12,49 | 2,69  | 2,33 | 0,73 | 2 065    |
| Penalva de Alva        | 71,84 | 17,96 | 5,92  | 2,24  | 1,84 | 0,20 | 524      |
| Santa Ovaia            | 74,67 | 10,67 | 10,00 | 2,33  | 1,67 | 0,67 | 315      |
| São Gião               | 75,40 | 10,32 | 6,75  | 3,97  | 2,38 | 1,19 | 267      |
| São Paio de Gramaços   | 66,44 | 18,37 | 10,43 | 1,59  | 2,72 | 0,45 | 470      |
| São Sebastião da Feira | 80,49 | 9,76  | 3,25  | 0,81  | 4,88 | 0,81 | 127      |
| Seixo da Beira         | 74,11 | 12,23 | 9,22  | 2,30  | 1,42 | 0,71 | 595      |
| Travanca de Lagos      | 68,39 | 17,20 | 8,60  | 2,80  | 2,15 | 0,86 | 499      |
| Vila Franca da Beira   | 62,08 | 10,00 | 7,92  | 14,58 | 4,58 | 0,83 | 248      |
| Vila Pouca da Beira    | 67,32 | 15,69 | 6,54  | 4,58  | 4,58 | 1,31 | 161      |
| Oliveira do Hospital   | 65,98 | 18,60 | 9,24  | 3,24  | 2,23 | 0,70 | 9 660    |

### Pampilhosa da Serra
| Candidato               | Candidato               | Votos | %               |
| ----------------------- | ----------------------- | ----- | --------------- |
|                         | Aníbal Cavaco Silva     | 1 433 | 68,70 / 100,00  |
|                         | Manuel Alegre           | 390   | 18,70 / 100,00  |
|                         | Fernando Nobre          | 157   | 7,53 / 100,00   |
|                         | Francisco Lopes         | 49    | 2,35 / 100,00   |
|                         | José Manuel Coelho      | 43    | 2,06 / 100,00   |
|                         | Defensor Moura          | 14    | 0,67 / 100,00   |
| Votos Inválidos         | Votos Inválidos         | 70    | 3,24 / 100,00   |
| Total                   | Total                   | 2 156 | 100,00 / 100,00 |
| Eleitorado/Participação | Eleitorado/Participação | 4 596 | 46,91 / 100,00  |

| Freguesia           | %     | %     | %     | %    | %    | %    | Votantes |
| Freguesia           | ACS   | MA    | FN    | FL   | JMC  | DM   | Votantes |
| ------------------- | ----- | ----- | ----- | ---- | ---- | ---- | -------- |
| Cabril              | 69,17 | 18,80 | 6,02  | 0,75 | 3,01 | 2,26 | 136      |
| Dornelas do Zêzere  | 59,50 | 26,52 | 7,89  | 2,51 | 3,23 | 0,36 | 284      |
| Fajão               | 79,09 | 10,91 | 7,27  | 0,91 | 0,91 | 0,91 | 112      |
| Janeiro de Baixo    | 69,06 | 20,86 | 7,19  | 1,08 | 1,44 | 0,36 | 284      |
| Machio              | 70,77 | 24,62 | 4,62  | 0    | 0    | 0    | 68       |
| Pampilhosa da Serra | 63,34 | 19,45 | 9,29  | 4,30 | 2,93 | 0,69 | 613      |
| Pessegueiro         | 69,89 | 15,05 | 8,60  | 4,30 | 1,08 | 1,08 | 96       |
| Portela do Fojo     | 82,00 | 11,50 | 4,00  | 1,00 | 0,50 | 1,00 | 202      |
| Unhais-o-Velho      | 73,48 | 16,49 | 6,09  | 2,15 | 1,79 | 0    | 287      |
| Vidual              | 70,59 | 13,24 | 13,24 | 0    | 1,47 | 1,47 | 74       |
| Pampilhosa da Serra | 68,70 | 18,70 | 7,53  | 2,35 | 2,06 | 0,67 | 2 156    |

### Penacova
| Candidato               | Candidato               | Votos  | %               |
| ----------------------- | ----------------------- | ------ | --------------- |
|                         | Aníbal Cavaco Silva     | 3 848  | 58,85 / 100,00  |
|                         | Manuel Alegre           | 1 685  | 25,77 / 100,00  |
|                         | Fernando Nobre          | 558    | 8,53 / 100,00   |
|                         | Francisco Lopes         | 224    | 3,43 / 100,00   |
|                         | José Manuel Coelho      | 181    | 2,77 / 100,00   |
|                         | Defensor Moura          | 43     | 0,66 / 100,00   |
| Votos Inválidos         | Votos Inválidos         | 413    | 5,95 / 100,00   |
| Total                   | Total                   | 6 952  | 100,00 / 100,00 |
| Eleitorado/Participação | Eleitorado/Participação | 15 397 | 45,15 / 100,00  |

| Freguesia           | %     | %     | %     | %    | %    | %    | Votantes |
| Freguesia           | ACS   | MA    | FN    | FL   | JMC  | DM   | Votantes |
| ------------------- | ----- | ----- | ----- | ---- | ---- | ---- | -------- |
| Carvalho            | 75,41 | 15,74 | 4,59  | 2,95 | 1,31 | 0    | 316      |
| Figueira de Lorvão  | 51,63 | 35,96 | 8,80  | 1,17 | 2,01 | 0,42 | 1 256    |
| Friúmes             | 71,24 | 15,05 | 9,03  | 1,34 | 2,68 | 0,67 | 329      |
| Lorvão              | 53,79 | 27,13 | 8,93  | 5,89 | 3,11 | 1,15 | 1 605    |
| Oliveira do Mondego | 63,93 | 20,00 | 5,71  | 7,50 | 2,50 | 0,36 | 290      |
| Paradela            | 73,17 | 13,82 | 8,13  | 2,44 | 0,81 | 1,63 | 132      |
| Penacova            | 54,20 | 29,57 | 9,22  | 3,76 | 2,73 | 0,52 | 1 451    |
| São Paio do Mondego | 73,10 | 12,41 | 8,28  | 2,07 | 2,76 | 1,38 | 148      |
| São Pedro de Alva   | 71,63 | 15,51 | 6,81  | 2,02 | 3,40 | 0,63 | 826      |
| Sazes do Lorvão     | 56,32 | 23,68 | 12,11 | 3,16 | 4,21 | 0,53 | 398      |
| Travanca do Mondego | 54,55 | 30,48 | 9,09  | 2,14 | 3,74 | 0    | 201      |
| Penacova            | 58,85 | 25,77 | 8,53  | 3,43 | 2,77 | 0,66 | 6 952    |

### Penela
| Candidato               | Candidato               | Votos | %               |
| ----------------------- | ----------------------- | ----- | --------------- |
|                         | Aníbal Cavaco Silva     | 1 587 | 63,20 / 100,00  |
|                         | Manuel Alegre           | 474   | 18,88 / 100,00  |
|                         | Fernando Nobre          | 283   | 11,27 / 100,00  |
|                         | José Manuel Coelho      | 80    | 3,19 / 100,00   |
|                         | Francisco Lopes         | 64    | 2,55 / 100,00   |
|                         | Defensor Moura          | 23    | 0,92 / 100,00   |
| Votos Inválidos         | Votos Inválidos         | 182   | 6,76 / 100,00   |
| Total                   | Total                   | 2 693 | 100,00 / 100,00 |
| Eleitorado/Participação | Eleitorado/Participação | 5 524 | 48,75 / 100,00  |

| Freguesia              | %     | %     | %     | %    | %    | %    | Votantes |
| Freguesia              | ACS   | MA    | FN    | JMC  | FL   | DM   | Votantes |
| ---------------------- | ----- | ----- | ----- | ---- | ---- | ---- | -------- |
| Cumeeira               | 72,73 | 13,54 | 8,91  | 2,78 | 1,03 | 0,74 | 585      |
| Espinhal               | 64,96 | 18,23 | 10,83 | 3,13 | 1,99 | 0,85 | 372      |
| Penela (Santa Eufémia) | 58,86 | 20,57 | 12,37 | 4,52 | 3,01 | 0,67 | 646      |
| Penela (São Miguel)    | 62,91 | 18,32 | 12,91 | 2,25 | 2,70 | 0,90 | 716      |
| Podentes               | 57,78 | 21,33 | 11,11 | 2,67 | 4,89 | 2,22 | 232      |
| Rabaçal                | 50,00 | 33,33 | 9,09  | 4,55 | 2,27 | 0,76 | 142      |
| Penela                 | 63,20 | 18,80 | 11,27 | 3,19 | 2,55 | 0,92 | 2 693    |

### Soure
| Candidato               | Candidato               | Votos  | %               |
| ----------------------- | ----------------------- | ------ | --------------- |
|                         | Aníbal Cavaco Silva     | 3 672  | 45,41 / 100,00  |
|                         | Manuel Alegre           | 2 382  | 29,46 / 100,00  |
|                         | Fernando Nobre          | 1 095  | 13,54 / 100,00  |
|                         | Francisco Lopes         | 469    | 5,80 / 100,00   |
|                         | José Manuel Coelho      | 370    | 4,58 / 100,00   |
|                         | Defensor Moura          | 98     | 1,21 / 100,00   |
| Votos Inválidos         | Votos Inválidos         | 729    | 8,27 / 100,00   |
| Total                   | Total                   | 8 815  | 100,00 / 100,00 |
| Eleitorado/Participação | Eleitorado/Participação | 18 860 | 46,74 / 100,00  |

| Freguesia          | %     | %     | %     | %     | %    | %    | Votantes |
| Freguesia          | ACS   | MA    | FN    | FL    | JMC  | DM   | Votantes |
| ------------------ | ----- | ----- | ----- | ----- | ---- | ---- | -------- |
| Alfarelos          | 30,29 | 36,54 | 16,99 | 10,10 | 4,97 | 1,12 | 663      |
| Brunhós            | 46,09 | 33,04 | 7,83  | 5,22  | 6,09 | 1,74 | 120      |
| Degracias          | 64,88 | 14,46 | 14,88 | 2,48  | 2,07 | 1,24 | 253      |
| Figueiró do Campo  | 34,69 | 28,05 | 20,51 | 10,11 | 5,13 | 1,51 | 718      |
| Gesteira           | 44,80 | 30,36 | 12,10 | 5,94  | 4,88 | 1,91 | 511      |
| Granja do Ulmeiro  | 35,19 | 35,33 | 15,02 | 8,48  | 4,87 | 1,11 | 786      |
| Pombalinho         | 72,52 | 11,96 | 11,96 | 1,27  | 2,04 | 0,25 | 407      |
| Samuel             | 45,47 | 32,28 | 12,01 | 4,53  | 4,72 | 0,98 | 565      |
| Soure              | 47,32 | 29,70 | 12,23 | 4,85  | 4,76 | 1,13 | 3 479    |
| Tapéus             | 74,57 | 13,87 | 4,62  | 2,31  | 4,62 | 0    | 195      |
| Vila Nova de Anços | 36,34 | 41,51 | 9,68  | 6,88  | 4,09 | 1,51 | 513      |
| Vinha da Rainha    | 48,80 | 23,66 | 17,38 | 3,70  | 4,62 | 1,85 | 605      |
| Soure              | 45,41 | 29,46 | 13,54 | 5,80  | 4,58 | 1,21 | 8 815    |

### Tábua
| Candidato               | Candidato               | Votos  | %               |
| ----------------------- | ----------------------- | ------ | --------------- |
|                         | Aníbal Cavaco Silva     | 3 252  | 64,23 / 100,00  |
|                         | Manuel Alegre           | 850    | 16,79 / 100,00  |
|                         | Fernando Nobre          | 472    | 9,32 / 100,00   |
|                         | Francisco Lopes         | 321    | 6,34 / 100,00   |
|                         | José Manuel Coelho      | 114    | 2,25 / 100,00   |
|                         | Defensor Moura          | 54     | 1,07 / 100,00   |
| Votos Inválidos         | Votos Inválidos         | 324    | 6,02 / 100,00   |
| Total                   | Total                   | 5 387  | 100,00 / 100,00 |
| Eleitorado/Participação | Eleitorado/Participação | 10 829 | 49,75 / 100,00  |

| Freguesia                | %     | %     | %     | %     | %    | %    | Votantes |
| Freguesia                | ACS   | MA    | FN    | FL    | JMC  | DM   | Votantes |
| ------------------------ | ----- | ----- | ----- | ----- | ---- | ---- | -------- |
| Ázere                    | 61,03 | 13,45 | 7,24  | 17,59 | 0,69 | 0    | 306      |
| Candosa                  | 58,02 | 24,60 | 8,82  | 5,61  | 2,14 | 0,80 | 382      |
| Carapinha                | 78,69 | 10,93 | 4,37  | 1,09  | 3,83 | 1,09 | 205      |
| Covas                    | 64,92 | 11,22 | 9,31  | 10,02 | 3,82 | 0,72 | 439      |
| Covelo                   | 83,08 | 7,69  | 3,08  | 2,31  | 3,85 | 0    | 141      |
| Espariz                  | 70,63 | 13,86 | 8,91  | 5,28  | 0,66 | 0,66 | 323      |
| Meda de Mouros           | 73,55 | 10,74 | 11,57 | 2,48  | 0,83 | 0,83 | 131      |
| Midões                   | 60,45 | 24,50 | 8,92  | 3,73  | 1,20 | 1,20 | 811      |
| Mouronho                 | 74,74 | 8,42  | 8,16  | 3,42  | 3,42 | 1,84 | 411      |
| Pinheiro de Coja         | 65,31 | 17,01 | 6,12  | 7,48  | 3,40 | 0,68 | 156      |
| Póvoa de Midões          | 70,68 | 14,46 | 8,84  | 2,41  | 2,41 | 1,20 | 270      |
| São João da Boa Vista    | 53,33 | 25,83 | 9,58  | 6,67  | 1,67 | 2,92 | 250      |
| Sinde                    | 51,69 | 26,57 | 10,14 | 7,25  | 2,42 | 1,93 | 223      |
| Tábua                    | 60,66 | 15,23 | 13,80 | 7,17  | 2,24 | 0,90 | 1 184    |
| Vila Nova de Oliveirinha | 71,24 | 15,03 | 3,27  | 5,23  | 3,92 | 1,31 | 155      |
| Tábua                    | 64,23 | 16,79 | 9,32  | 6,34  | 2,25 | 1,07 | 5 387    |

### Vila Nova de Poiares
| Candidato               | Candidato               | Votos | %               |
| ----------------------- | ----------------------- | ----- | --------------- |
|                         | Aníbal Cavaco Silva     | 1 504 | 60,69 / 100,00  |
|                         | Manuel Alegre           | 484   | 19,53 / 100,00  |
|                         | Fernando Nobre          | 282   | 11,38 / 100,00  |
|                         | José Manuel Coelho      | 105   | 4,24 / 100,00   |
|                         | Francisco Lopes         | 80    | 3,23 / 100,00   |
|                         | Defensor Moura          | 23    | 0,93 / 100,00   |
| Votos Inválidos         | Votos Inválidos         | 234   | 8,63 / 100,00   |
| Total                   | Total                   | 2 712 | 100,00 / 100,00 |
| Eleitorado/Participação | Eleitorado/Participação | 6 279 | 43,19 / 100,00  |

| Freguesia             | %     | %     | %     | %    | %    | %    | Votantes |
| Freguesia             | ACS   | MA    | FN    | JMC  | FL   | DM   | Votantes |
| --------------------- | ----- | ----- | ----- | ---- | ---- | ---- | -------- |
| Arrifana              | 72,81 | 12,41 | 9,12  | 2,19 | 2,37 | 1,09 | 592      |
| Lavegadas             | 67,83 | 17,48 | 6,99  | 3,50 | 2,80 | 1,40 | 147      |
| Poiares (Santo André) | 58,63 | 20,08 | 12,82 | 4,43 | 3,36 | 0,69 | 1 451    |
| São Miguel de Poiares | 50,31 | 26,83 | 11,32 | 6,29 | 3,98 | 1,26 | 522      |
| Vila Nova de Poiares  | 60,69 | 19,53 | 11,38 | 4,24 | 3,23 | 0,93 | 2 712    |